# Mariéme Jamme
Mariéme Jamme (nascida em 1974, no Senegal) é uma executiva de negócios, radicada na França e em Londres. Ela tem buscados soluções tecnológicas para o desenvolvimento da África.

## Carreira
Depois de estudar na França, fazer um mestrado em comunicação / marketing e ter um primeiro emprego na Alliance française, Mariéme Jamme se estabeleceu em Londres, na Inglaterra. Em 2017, ela criou sua própria empresa no Reino Unido, Spotone Global Solutions, para ajudar as organizações de TI a se estabelecerem na Europa, Oriente Médio, África e Ásia. Mariéme Jamme também é palestrante internacional, blogueira e co-fundadora do Africa Gathering, uma plataforma global que reúne empresários e especialistas para discutir o desenvolvimento da África.
Ela foi mencionada pela CNN como estando "na vanguarda da revolução tecnológica que está a transformar África". De fato, ela fundou várias estruturas para ajudar no desenvolvimento de empresas na África, como a HiveColab, em Uganda. É também conhecida por participar da organização do concurso anual Apps4Africa, destinado a incentivar projetos tecnológicos em África.
Em 2015, Jamme colaborou com um grupo de líderes africanos para criar "Accur8Africa", uma iniciativa para ajudar governos, sociedade civil, empresários e empresas a avaliar o progresso dos Objetivos de Desenvolvimento Sustentável da ONU até 2030 usando dados precisos.
Em 2016, ela fundou a iniciativa iamtheCODE, programa que visa inspirar mais meninas em todo o mundo a aprender a programar, com ênfase na inclusão de comunidades marginalizadas, fornecendo-lhes espaços educacionais, ferramentas e orientação profissional.  Desde 2017, ela também faz parte do conselho da World Wide Web Foundation, sendo a primeira mulher negra no conselho.

## Reconhecimentos
2012 - Nomeada pela Forbes como uma das 20 mulheres jovens mais influentes da África.
2013 - Indicada no Fórum de Davos, na categoria Jovem Líder.
2017 - Lista das 100 mulheres mais inspiradoras do mundo da BBC.
2017 - Lista "Quartz Africa Innovators 2017", da Quartz Africa.
2017 - Ganhou o "Innovation Award" no The Goalkeepers Global Goal Awards, com curadoria da UNICEF e da Fundação Bill & Melinda Gates, por apoiar globalmente meninas e mulheres jovens e promover os Objetivos de Desenvolvimento Sustentável da ONU.
2019 - Lista das 100 pessoas mais influentes do Reino Unido de ascendência africana/afro-caribenha, da Powerlist.
2020 - Lista das 100 pessoas mais influentes do Reino Unido de ascendência africana/afro-caribenha, da Powerlist.